# 朝鮮放送
朝鮮放送（ちょうせんほうそう、朝: 조선방송）は大韓民国（韓国）の放送局で、主にケーブルテレビ向けに放送を行う総合編成チャンネルである。チャンネル名はテレビ朝鮮TV朝鮮・チャンネル19）
スローガンは「人 そして 人」。

## 概説
韓国では、1980年の全斗煥政権下での言論統廃合政策により放送局の統合が行われ、放送局はKBSとMBCの2局に統合されると同時に、新聞や大手企業の放送事業参入が禁止されていたが、2009年7月22日 に「新聞法」、「放送法」、「IPTV法（インターネットマルチメディア放送事業法）」（いわゆる「メディア法改正案」）の3法が国会を通過し、大企業と新聞社の放送事業参入を認められることになった。この法改正を受けた新規参入放送局の1つである。
TV朝鮮は、放送通信委員会から誤報や偏向報道等を理由に、2014年13件、2015年11件、2016年8件等、毎年多くの制裁処分を受けている。2020年には、放送免許の更新審査に際して、「放送の公的責任・公正性の実現」の項目で基準点を超えなかったとし、「放送の公的責任および公平の観点から重大な問題が明らかになった場合、再承認を取り消すことがある」という条件をつけて、3年間の“条件付き再承認”となった。なお、前回の更新審査の際も“条件付き再承認”であった。
2020年の放送免許の更新審査に関して、当時の放送通信委員会であった韓相赫が、意図的に評点が低く改ざんされた問題に関与したとして起訴され、それを理由に尹錫悦大統領は免職を決定した。

### 日本との関わり
事業体としての設立時に日本の中部日本放送が少数株主として、出資を行った。
2023年11月、自社制作番組における、日本への番組フォーマット輸出に関して、吉本興業やNTTドコモの子会社など4社と提携した。

## 歴史
- 2011年1月28日 新聞3大紙の1つ朝鮮日報社により 総合編成放送チャネル事業者としてCSTV社が設立される。
- 2011年5月27日 法人名がCSTVから朝鮮放送に変更された。
- 2011年12月1日 テレビ朝鮮（チャンネル19）が開局した。

総合編成のチャンネルとして、ニュース、ドラマ、音楽、バラエティーなど幅広い分野の放送を行っている。

## 主な番組

### ニュース
- テレビ朝鮮 ニュース9 (TV조선 뉴스 9)
  - 平日21:00-22:00
- テレビ朝鮮 ニュース7 (TV조선 뉴스 7)
  - 週末19:00-19:50
- テレビ朝鮮 ニュースパレード (TV조선 뉴스퍼레이드)
  - 平日7:30-8:40
- ネットワーク マガジン (네트워크 매거진)
  - 月曜8:40-9:00
- テレビ朝鮮 ニュース現場 (TV조선 뉴스현장)
  - 週末14:00-15:20

### 時事教養番組
- 新通放通 (신통방통)
  - 月曜9:00-10:30、火曜〜金曜9:05〜10:30
- 報道本部 ホットライン (보도본부 핫라인)
  - 平日13:00-14:30
- 事件ファイル24 (사건파일24)
  - 平日14:30-16:00
- 時事ショー 政治だ (시사쇼 정치다)
  - 平日17:20-19:00、週末17:40-19:00

### バラエティ
- 明日はミス・トロット (내일은 미스트롯)
- 明日はミスター・トロット (내일은 미스터트롯)
- 明日は国民歌手 (내일은 국민가수)

## 放送系統
| 事業者               | 種別 | チャンネル |
| スカイライフ:SkyLife | 衛星 | 19ch       |
| B TV（SK系）         | IPTV | 19ch       |
| U+ TV（LG系）        | IPTV | 19ch       |
| Olleh TV（KT系）     | IPTV | 19ch       |